# Фонтейн, Джоан
Джоан де Бовуар де Хэвилленд (англ. Joan de Beauvoir de Havilland, 22 октября 1917 — 15 декабря 2013), взявшая псевдоним Джоан Фонтейн (англ. Joan Fontaine), — англо-американская актриса, которая получила известность после главных ролей в классических фильмах Альфреда Хичкока — «Ребекка» (1940) и «Подозрение» (1941). За роль в последнем из них награждена престижной премией «Оскар». Наряду с Луизой Райнер, Ширли Темпл, Морин О’Харой и своей старшей сестрой Оливией де Хэвилленд (1916—2020) Джоан почти до конца 2013-го оставалась одной из последних живущих голливудских кинодив 1930-х годов.

## Биография

### Юные годы
Джоан де Бовуар де Хэвилленд (англ. Joan de Beauvoir de Havilland), родилась в Токио 22 октября 1917 года в семье британского адвоката Уолтера Аугустуса де Хэвилленда и его жены, театральной актрисы Лилиан Аугусты Рюз, известной под псевдонимом Лилиан Фонтейн. В семье уже подрастала дочь — Оливии де Хэвилленд шёл второй год. Кузеном отца семейства был знаменитый британский авиаконструктор Джеффри де Хэвилленд, пионер авиации, создатель фирмы de Havilland Aircraft company.
Джоан росла очень болезненным ребёнком, была подвержена частым простудам, а после одновременно перенесённых кори и стрептококковой инфекции у неё развилась анемия. После развода с мужем в 1919 году её мать, Лилиан де Хэвилленд, внимая советам врачей, переехала с дочерьми в Соединённые Штаты. Там они обосновались в Калифорнии, в городе Саратога, где здоровье де Хэвилленд быстро пошло на поправку. Сестры учились в колледже города Лос-Гатос, а затем в католическом монастыре для девочек. Как и её старшая сестра, она стала брать уроки дикции. Когда ей исполнилось пятнадцать, Де Хэвилленд вернулась в Японию, где в течение двух лет жила с отцом.

### Начало актёрской карьеры
Актёрский дебют де Хэвилленд состоялся в 1935 году на театральной сцене в постановке «Назови этот день». Там её заметили представители кинокомпании «RKO», и вскоре начинающая актриса подписала с ними контракт. Так как её сестра Оливия начала актёрскую карьеру раньше, то семейная фамилия де Хэвилленд досталась именно ей. Вдобавок к этому их мать не хотела, чтобы Джоан, как и сестра, стала де Хэвилленд, и запретила ей использовать эту фамилию. Поэтому Джоан была вынуждена придумать себе псевдоним Барфилд, которую впоследствии заменила на театральное имя матери, став Джоан Фонтейн. В том же году она дебютировала на большом экране в фильме «Только без дам» с Джоан Кроуфорд в главной роли.

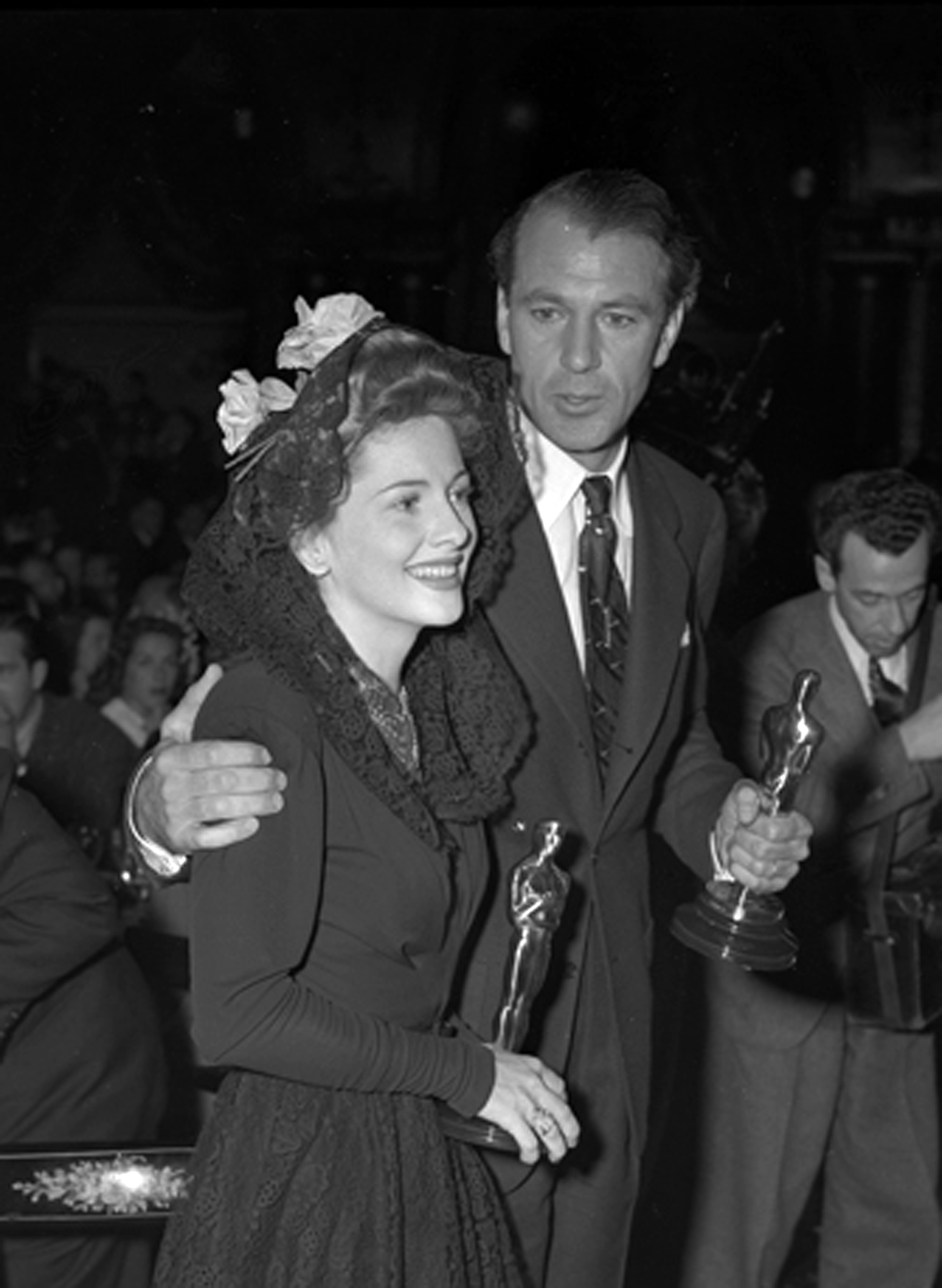
Фонтейн и Гэри Купер на церемонии награждения «Оскаром» (1942)

Спустя два года она появилась в главной роли в фильме «Девичьи страдания», где Фред Астер впервые появился на экране в новой компании, то есть без Джинджер Роджерс. В итоге фильм публике не понравился, и он провалился в прокате. После этого Джоан Фонтейн появилась ещё примерно в дюжине фильмов, но все они ничего не привнесли в её начинающуюся кинокарьеру. Вдобавок в 1939 году она вышла замуж за британского актёра Брайана Ахерна, из брака с которым в итоге не вышло ничего хорошего. В 1943 году, вслед за сестрой, Фонтейн приняла американское гражданство.

### Успех
Крутым поворотом в дальнейшей судьбе актрисы стала встреча на званом приёме с прославленным голливудским продюсером Дэвидом О. Селзником. За обедом они обсуждали сценарий к фильму «Ребекка», по одноимённому роману Дафны Дюморье, и Селзник пригласил Фонтейн попробоваться на одну из ролей в эту картину. В итоге Джоан досталась не какая-нибудь второстепенная роль, а основная — вторая миссис де Винтер. Фильм, ставший американским дебютом британского режиссёра Альфреда Хичкока, получил 11 номинаций на премию «Оскар», в том числе и за «Лучшую женскую роль» для Джоан Фонтейн. Хотя награда в тот год ушла к Джинджер Роджерс, всё же эта роль стала большим успехом в карьере Джоан. В следующем году Фонтейн снова снялась у Хичкока в фильме «Подозрение» с Кэри Грантом в главной роли, и на этот раз она снова была отмечена номинацией на премию киноакадемии и в итоге стала её обладательницей.

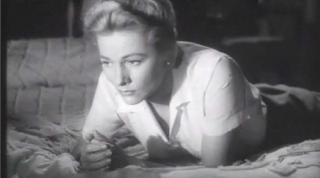
Джоан Фонтейн в фильме «Пока не поплывут» (1957)

В 1940-х годах актрису ждал большой успех в кино, в частности благодаря ролям в романтических мелодрамах, таких как «Превыше всего» (1942), «Джейн Эйр» (1943), «Айви» (1947) и «Письмо незнакомки» (1948). После развода с Ахерном в 1945 году актриса ещё трижды была замужем. От второго мужа, продюсера и актёра Уильяма Дезира, в 1948 она родила дочь Дебору, а также удочерила пуэрториканку Мириам, которая позже сбежала из дома.
В 1950-х годах кинокарьера Джоан Фонтейн постепенно пошла на спад, после чего актриса постепенно переместилась на телевидение, а также возобновила карьеру в театре. Её наиболее успешными работами в большом кино в те годы стали роли в фильмах «Айвенго» (1952), «Двоеженец» (1953) и «За пределами разумного сомнения» (1956). В 1954 году она получила хорошие отзывы за роль в бродвейской постановке «Чай и симпатия», где Дж. Фонтейн играла вместе с Энтони Перкинсом. В 1960-х годах у неё были также заметные роли в театральных постановках «Частные жизни», «Цветок кактуса» и «Лев зимой».

### Поздние годы
«Я первой вышла замуж, получила «Оскар» прежде чем Оливия, и если я умру первой, то она несомненно будет в ярости, потому что я опережу её и в этом.»
В последний раз на большом экране Джоан Фонтейн появилась в 1966 году, сыграв роль школьной учительницы Гвэн Мейфилд в британском фильме ужасов «Ведьмы». В последующие годы актриса активно работала на телевидении, где в 1980 году была номинирована на дневную премию «Эмми» за роль в мыльной опере «Надежда Райана». Последней ролью актрисы стала королева Людмила в детском телефильме «Добрый король Вацлав» в 1994 году.
В 1978 году Фонтейн опубликовала автобиографию «No Bed of Roses».
В последние годы Джоан Фонтейн жила тихой и уединённой жизнью в маленьком калифорнийском городке Кармел-бай-те-Си, ухаживая за своим садом и за двумя собаками. Там актриса и скончалась во сне 15 декабря 2013 года, на 97-м году жизни. На следующий день её сестра Оливия де Хэвилленд выступила с коротким заявлением относительно кончины Фонтейн, в котором сообщила, что потрясена и опечалена её смертью. Тело актрисы было кремировано, прах развеян.
За вклад в кинематограф США актриса удостоена звезды на Голливудской аллее славы.

## Избранная фильмография
| Год  |     | Русское название                       | Оригинальное название                      | Роль                                      |
| ---- | --- | -------------------------------------- | ------------------------------------------ | ----------------------------------------- |
| 1935 | ф   | Только без дам                         | No More Ladies                             | Кэролайн Рэмзи (Кэрри)                    |
| 1937 | ф   | Достойная улица                        | Quality Street                             | Шарлотта Пэрретт                          |
| 1937 | ф   | Человек, нашедший себя                 | The Man Who Found Himself                  | сестра Дорис Кинг                         |
| 1937 | ф   | Девичьи страдания                      | A Damsel in Distress                       | леди Элис Маршмортон                      |
| 1937 | ф   | Миллион к одному                       | A Million to One                           | Джоан Стивенс                             |
| 1937 | ф   | Музыка для мадам                       | Music for Madame                           | Джин Клеменс                              |
| 1937 | ф   | Любовь победить нельзя                 | You Can't Beat Love                        | Труди Олсон                               |
| 1938 | ф   | Девичья ночь подошла к концу           | Maid's Night Out                           | Шейла Харрисон                            |
| 1938 | ф   | Белокурая мошенница                    | Blond Cheat                                | Джульетт «Джули» Эванс                    |
| 1938 | ф   | Воздушный гигант                       | Sky Giant                                  | Мэг Лоуренс                               |
| 1938 | ф   | Герцог Вест-Пойнта                     | The Duke of West Point                     | Энн Портер                                |
| 1939 | ф   | Ганга Дин                              | Gunga Din                                  | Эмелайн «Эмми» Стеббинс                   |
| 1939 | ф   | Человек победы                         | Man of Conquest                            | Элайза Аллен                              |
| 1939 | ф   | Женщины                                | The Women                                  | миссис Джон Дэй (Пегги)                   |
| 1940 | ф   | Ребекка                                | Rebecca                                    | вторая миссис де Винтер                   |
| 1941 | ф   | Подозрение                             | Suspicion                                  | Лина Маклейдло Эйсгарт                    |
| 1942 | ф   | Превыше всего                          | This Above All                             | Пруденс Кэтэуэй                           |
| 1943 | ф   | Постоянная нимфа                       | The Constant Nymph                         | Тереза «Тесса» Сэнгер                     |
| 1943 | ф   | Джейн Эйр                              | Jane Eyre                                  | Джейн Эйр                                 |
| 1944 | ф   | Бухта пирата                           | Frenchman's Creek                          | Донна Сент-Коламб                         |
| 1945 | ф   | Интриги Сьюзан                         | The Affairs of Susan                       | Сьюзан Даррелл                            |
| 1946 | ф   | С этого дня                            | From This Day Forward                      | Сьюзан Каммингс                           |
| 1947 | ф   | Айви                                   | Ivy                                        | Айви Лекстон                              |
| 1948 | ф   | Письмо незнакомки                      | Letter from an Unknown Woman               | Лиза Берндл                               |
| 1948 | ф   | Императорский вальс                    | The Emperor Waltz                          | графиня Иоганна Августа Франциска         |
| 1948 | ф   | Ты останешься счастливой               | You Gotta Stay Happy                       | Ди Ди Диллвуд                             |
| 1948 | ф   | Поцелуями сотри кровь с моих рук       | Kiss the Blood Off My Hands                | Джейн Уортон                              |
| 1950 | ф   | Рождённая быть плохой                  | Born to Be Bad                             | Кристабель Кейн Кэри                      |
| 1950 | ф   | Сентябрьская афера                     | September Affair                           | Марианна «Манина» Стюарт                  |
| 1951 | ф   | Дорогая, как ты могла!                 | Darling, How Could You!                    | Элис Грэй                                 |
| 1952 | ф   | Ради чего стоит жить                   | Something to Live For                      | Дженни Кэри                               |
| 1952 | ф   | Отелло                                 | The Tragedy of Othello: The Moor of Venice | паж                                       |
| 1952 | ф   | Айвенго                                | Ivanhoe                                    | Ровена                                    |
| 1953 | ф   | Ночи Декамерона                        | Decameron Nights                           | Фьяметта / Бартоломеа Джиневра / Изабелла |
| 1953 | ф   | Двоеженец                              | The Bigamist                               | Ив Грэм                                   |
| 1953 | ф   | Полёт в Танжер                         | Flight to Tangier                          | Сьюзен Лейн                               |
| 1954 | ф   | Большая ночь Казановы                  | Casanova's Big Night                       | Франческа Бруни                           |
| 1955 | док | Отцы и матери Голливуда                | Hollywood Mothers and Fathers              | играет саму себя                          |
| 1956 | ф   | Серенада                               | Serenade                                   | Кендалл Хейл                              |
| 1956 | ф   | За пределами разумного сомнения        | Beyond a Reasonable Doubt                  | Сьюзан Спенсер                            |
| 1957 | ф   | Остров Солнца                          | Island in the Sun                          | Мэйвис Норман                             |
| 1957 | ф   | Пока не поплывут                       | Until They Sail                            | Энн Лесли                                 |
| 1958 | ф   | Уверенная улыбка                       | A Certain Smile                            | Франсуаза Ферран                          |
| 1961 | ф   | Путешествие ко дну моря                | Voyage to the Bottom of the Sea            | доктор Сьюзан Хиллер                      |
| 1962 | ф   | Ночь нежна                             | Tender Is the Night                        | Бэйби Уоррен                              |
| 1966 | ф   | Ведьмы                                 | The Witches                                | Гвен Мэйфилд                              |
| 1974 | док | Басби Беркли                           | Busby Berkeley                             | играет саму себя                          |
| 1978 | тф  | Пользователи                           | The Users                                  | Грэйс Сен-Джордж                          |
| 1980 | с   | Надежда Райана                         | Ryan's Hope                                | Пейдж Уильямс                             |
| 1982 | док | Все мое собственное: История Эрты Китт | All By Myself: The Eartha Kitt Story       | играет саму себя                          |
| 1986 | тф  | Тёмные особняки                        | Dark Mansions                              | Маргарет Дрейк                            |
| 1994 | тф  | Добрый король Вацлав                   | Good King Winceslas                        | Королева Людмила                          |